# Bayesova ekonometrija
Bayesova ekonometrija je veja ekonometrije, ki aplicira Bayesianska načela v ekonomskem modeliranju. Bayesianizem temelji na stopnji verjetja interpretacije verjetnosti, za razliko od tradicionalne ekonometrije, ki temelji na interpretaciji relativne frekvence.
Bayesiansko načelo temelji na Bayesovem teoremu, ki trdi, da verjetnost dogodka B pogojno na A je razmerje skupne verjetnosti A in B deljeno z verjetnostjo B. Bayesianski ekonometriki predpostavljajo, da imajo koeficienti v modelu priorno porazdelitev.
Ta pristop je prvi zagovarjal Arnold Zellner.

## Osnove
Subjektivne verjetnosti morajo zadovoljevati standardnim aksiomom teorije verjetnosti, če se želimo izogniti izgubi stave ne glede na izid. Preden opazujemo podatke, obravnavamo parameter {\displaystyle \theta } kot neznana količina in tako naključna spremenljivka, ki ji je pripisana priorna porazdelitev {\displaystyle \pi (\theta )} s {\displaystyle 0\leq \theta \leq 1}. Bayesianska analiza se osredotoča na sklepanje posteriorne porazdelitve {\displaystyle \pi (\theta |y)}, tj. porazdelitve naključne spremenljivke {\displaystyle \theta } pogojno na opazovanje diskretnih podatkov {\displaystyle y}. Posteriorna funkcija gostote {\displaystyle \pi (\theta |y)} je lahko izračunana na podlagi Bayesovega izreka:
{\displaystyle \pi (\theta |y)={\frac {p(y|\theta )\pi (\theta )}{p(y)}}}
kjer je {\displaystyle p(y)=\int p(y|\theta )\pi (\theta )d\theta }, kar ustvari normalizirano verjetnostno funkcijo. Za neprekinjene podatke {\displaystyle y} to ustreza:
{\displaystyle \pi (\theta |y)={\frac {f(y|\theta )\pi (\theta )}{f(y)}}}
kjer je {\displaystyle f(y)=\int f(y|\theta )\pi (\theta )d\theta } in ki je osrednji del Bayesove statistike in ekonometrije.